# Васілеуць
Васілеуци (рум. Vasileuți) — українське село в Ришканському районі Молдови. Адміністративний центр однойменної комуни, до складу якої також входять села Арманка, Чубара, Міхейляни-Нові, Мошень та Штюбіяни.
Більшість населення - українці. Згідно даних перепису населення 2004 року - 1191 особа (84%).